# Regency

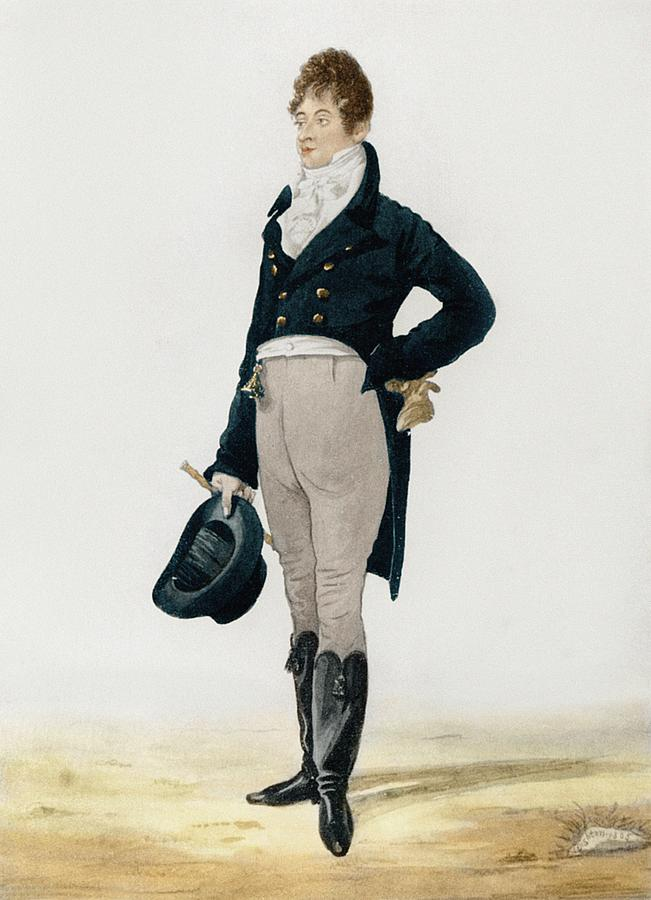
George "Beau" Brummell, waterverf van Richard Dighton, 1805

De regency is in de politieke geschiedenis van het Verenigd Koninkrijk het tijdvak van 1811 tot 1820, de periode dat de latere koning George IV als prinsregent zijn vader George III verving, omdat deze door een stofwisselingsziekte zelf niet meer in staat was het koningschap uit te oefenen.
Als stijlperiode omvat regency een langere periode dan dat George IV zijn vader verving. Het vroegste begin kan worden gesteld op 1783, toen de kroonprins op 21-jarige leeftijd zijn intrek nam in Carlton House. De periode ging door tijdens het koningschap van George IV. Het jaartal 1837 vormt het begin van het victoriaanse tijdperk, dus het einde van regency als stijlperiode.

## Mode tijdens de regency-periode
Tijdens de regency-periode zijn er verschillende stijlen aan te wijzen in de mode. In de periode tussen 1812-1830 is bij het vrouwenkostuum eerst, nog voor het einde van Napoleons heerschappij, een opkomende mode te zien, die naar het burgerlijke neigt. Het is duidelijk dat de mode uit de antieke wereld niet langer de bron van inspiratie vormt. De nieuwe stijl in stoffen in deze periode komt voort uit de verbetering van weefgetouwen, weef- en verftechnieken. De kledingstukken werden zowel bij vrouwen als bij mannen simpeler.

### Herenmode
In de regency-periode maakte de kleding vooral door de Franse Revolutie een grote verandering door. Aan het eind van de achttiende eeuw droeg men nog volop Franse pruiken en felgekleurde kleding. De broeken waren nog heel strak en tot op de knie en de halsdoeken nog gekleurd.
Begin 1800 kwam hier verandering in. Mr. George 'Beau' Brummell zette zijn pruik af, knipte zijn haar in de stijl van een Griekse god en introduceerde de dandystijl: een simpel, goed op maat gemaakt pak, gecombineerd met een mooi geknoopte halsdoek, het liefst zo wit en gesteven mogelijk. 
Ook was hij degene die een geheel nieuwe gewoonte onder de elite bracht, dagelijks in bad te gaan. Vóór de Franse Revolutie was het heel gewoon dat men maar één keer in de paar maanden in bad ging. Het werd gezien als ongezond om zich vaak te wassen. Eventuele nare geurtjes werden verbloemd met parfum. ‘Beau’ Brummell stond erop dat de basis van een verzorgd uiterlijk een goede persoonlijke hygiëne was.

### Onderkleding
Mannen droegen aan het begin van de regency nagenoeg geen onderkleding. Dit had als reden dat de broeken zo strak waren, dat een onderbroek nooit onder de broek zou passen. Het enige wat een man kon doen, was zijn lange overhemd in zijn broek stoppen.
Op het toppunt van het dandyisme gingen enkele mannen de vrouwen achterna, zij droegen een korset om hun taille te verkleinen en zo hun borst breder te laten lijken.